# Franco Fasoli
Franco Fasoli (Rivolta d'Adda, 9 giugno 1955 – Melegnano, 29 novembre 2023) è stato un calciatore italiano, di ruolo libero.

## Carriera
Cresciuto calcisticamente nel settore giovanile del Milan, ove vanta una finale del campionato italiano Primavera 1973-1974 contro la Roma di Agostino Di Bartolomei (Roma-Milan 4-0 e Milan-Roma 1-4), esordisce con la maglia rossonera il 1º maggio 1974, nel derby perso con l'Inter per 2-1 valido per il girone finale della Coppa Italia 1973-1974.
A ottobre venne ceduto in prestito al Clodiasottomarina in Serie C, dove giocò 30 partite segnando 4 gol.
La sua esperienza in Veneto durò poco, infatti l'anno successivo venne ceduto ancora a titolo di prestito al Monza, che militava sempre in Serie C. Con i brianzoli giocò 21 partite, ed a fine stagione conquistò una promozione in Serie B al primo posto ed una coppa Anglo-Italiana.
La stagione seguente rimase con i biancorossi in serie cadetta, e fece il suo esordio in Serie B il 26 settembre in Monza-Novara finita 2-0 per i lombardi. In tutto scese in campo 26 volte.
Nel calciomercato del 1977 Fasoli rientrato al Milan dal prestito al Monza fu ceduto per trecento milioni di lire al Bari, giocando la stagione 1977-1978 sempre in Serie B, e totalizzando 27 presenze.
Nel campionato successivo con la maglia del Bari collezionò 23 presenze.
L'anno dopo venne venduto al Foggia, con cui il Bari trattò moltissimo, infatti Fasoli fu venduto insieme a Vito Petruzzelli, Arcangelo Sciannimanico, Costante Tivelli ed un conguaglio superiore ad un miliardo di lire, in cambio di Roberto Bacchin e Giacomo Libera.
Con il Foggia il primo anno giocò in Serie C1, esordendo il 30 settembre 1979 a Torre del Greco in Turris-Foggia finita con la vittoria dei rossoneri per 1-0. Con 30 presenze all'attivo ottenne un'altra promozione in Serie B.
In Serie B scese in campo 31 volte.
Nell'estate del 1981 Fasoli tornò al Monza, diventando il capitano. Giocò il primo anno in Serie C1, dove il Monza conquistò nuovamente una promozione, ed il secondo in Serie B, dove collezionò 29 presenze.
Giocò la sua ultima stagione, la 1983-1984 col Fano, segnando un gol in 31 partite.
Ha disputato complessivamente 136 gare in Serie B senza mai segnare.

## Palmarès
- Campionato italiano Serie C: 3:

Monza: 1975-1976
Foggia: 1979-1980
Monza: 1981-1982
- Coppa Anglo-Italiana: 1

Monza: 1976